# E!
E! Entertainment Television è un canale televisivo via cavo, via satellite statunitense e internazionale. La rete fu creata nel 1987 sotto il nome di Movietime come joint venture di Comcast e Westinghouse e fu ribattezzata E! nel 1991. Successivamente il suo azionariato è cambiato: Comcast 90%, e Liberty Media 10%.
E! è specializzata nelle trasmissioni sullo spettacolo e sullo star system e sullo show business statunitense e internazionale, in particolare negli ambiti del cinema, televisione e musica. Al 2005 E! raggiungeva 80 milioni di utenze negli Stati Uniti e 400 milioni negli altri paesi.
Disney, che possedeva il 40% del canale, ha venduto la propria quota alla Comcast alla fine del 2006.
L'edizione italiana della rete è stata visibile su Sky e ha debuttato il 1º settembre 2004.
Fino al 31 dicembre 2008 era visibile al canale 114. Dal 1º gennaio 2009 E! era invece visibile sul canale 124. Dal 4 luglio 2011 si trovava al canale 129. Il 31 agosto 2012 il canale ha cessato le trasmissioni in Italia.

## Programmi di E!
- E! True Hollywood Story
- The Soup
- The Daily 10
- Fashion Police
- The Girls Next Door
- The Gastineau Girls
- Dr. 90210
- Keeping Up with the Kardashians
- Fight for Fame
- The Royals
- Hollywood Hold 'Em
- My Crazy Life
- Life is Great with Brooke Burke
- Life of Kylie
- The Chelsea Handler Show
- Kill Reality
- Kendra
- Number 1 Single
- Filthy Rich: Cattle Drive
- Party At The Palms
- Child Star Confidential
- Giuliana e Bill
- Total Bellas
- Total Divas
- Revenge Body with Khloé Kardashian

### E! News Italia
E! News Italia, è stato un programma quotidiano di infotainment condotto da Ellen Hidding e trasmesso da E!; edizione italiana dell'omonimo programma in onda negli Stati Uniti, ha visto avvicendarsi alla conduzione anche Tamara Donà e Edoardo Stoppa.
Lo show si occupava del mondo del gossip italiano e dello spettacolo in generale, con servizi filmati spesso realizzati sul luogo degli eventi più importanti come il Festival di Venezia, quello di Cannes e quello di Sanremo.